# Kościół św. Marka w Mielcu (pomocniczy)
Kościół św. Marka w Mielcu (pomocniczy) - świątynia znajduje się przy ulicy Rzecznej, w pobliżu rzeki Wisłoki, na terenie parafii św. Mateusza. 

## Historia i architektura
Zbudowany został prawdopodobnie w latach 1792–1795, początkowo jako kaplica cmentarna p. w. św. Michała, później p. w. św. Marka. (Na podstawie dekretu cesarza Józefa II z 1784 roku zamknięto cmentarz przy kościele św. Mateusza i urządzono nowy nad rzeką Wisłoką).
Wybudowany na planie prostokąta zamkniętego półkoliście (od strony prezbiterium), orientowany, murowany, w stylu późnobarokowym. W 1942 roku, w ramach gruntownej restauracji zniszczonego kościoła, od wschodu dobudowano zakrystię. Organizatorami restauracji byli: ks. Adolf Lachman, ks. Józef Szafer, inż. Piotr Przemysław Więckowski, inż. arch. Jan Chutkowski i cechmistrz Stanisław Weryński.